# Folkert Jensma
Folkert Jensma (Naaldwijk, 1957) is een Nederlandse journalist. Hij was van augustus 1996 tot september 2006 hoofdredacteur van NRC Handelsblad.

## Biografie
Jensma bracht zijn middelbareschooltijd door aan het Coornhert Gymnasium in Gouda. Daarna studeerde hij rechten aan de Universiteit Leiden. Hij was redacteur van het universitair weekblad Mare en voorzitter van "alternatieve" studentenvereniging VSL Catena. In 1983 sloot hij zijn studie af met de scriptie Insinueren en rectificeren (Burgerlijk Wetboek art. 6.3.1.5a). Jensma was van augustus 1996 tot september 2006 hoofdredacteur van NRC Handelsblad. Hij was sinds 1985 in dienst van de NRC als redacteur binnenland, verslaggever, departementaal en politiek redacteur, correspondent in Brussel en chef van het Zaterdags Bijvoegsel. 
Nieuwe initiatieven tijdens zijn hoofdredacteurschap waren:
- NRC.next, een ochtendkrant op  tabloidformaat
- Boekenbijlage
- Profiel (later thema genoemd)
- Leven &cetera
- Opinie & Debat
- Maandblad M
- Wetenschapspagina
- Europapagina
- De rubriek 'de lezer schrijft'
- Nieuwe initiatieven op internet (nrc.nl)

Na Jensma's vertrek als hoofdredacteur, op 6 september 2006, werd na stemming door de redactie Birgit Donker tot nieuwe hoofdredacteur verkozen. Hij is aan het NRC verbonden gebleven als columnist. Voor de columns over recht en rechtspraak werd aan hem in 2014 de Heldringprijs toegekend.
Op 11 januari 2024 ontving Jensma een eredoctoraat van de Universiteit van Amsterdam voor zijn journalistieke werk over de rechtsstaat; ere-promotor was hoogleraar rechtsfilosofie en beroepsethiek Iris van Domselaar.